# The New Cambridge Shakespeare
The New Cambridge Shakespeare ist der Titel einer Gesamtausgabe der Werke von William Shakespeare aus dem Verlag Cambridge University Press.

## Geschichte der Edition
Die Arbeit an der neuen Ausgabe wurde unter der Leitung von Philip Brockbank im Jahre 1984 begonnen und von dessen Nachfolger Brian Gibbons 2012 abgeschlossen. Sie ersetzt die alte New-Shakespeare-Ausgabe, die herausgegeben von Arthur Quiller-Couch und John Dover Wilson in den Jahren von 1921 bis 1966 erschien. Während der Vorgänger ausschließlich von britischen Autoren verfasst wurde, konnten für die neue Edition auch Autoren aus den USA gewonnen werden.

## Besonderheiten
Das Layout des New Cambridge Shakespeare unterscheidet sich von dem der Konkurrenzunternehmen durch ein größeres Format mit einem breiten Rand, künstlerische Illustrationen von C. Walter Hodges, die Eindrücke der ursprünglichen Aufführungssituation wiedergeben sollen, und einen Schwerpunkt des Kommentars auf der Aufführungsgeschichte. Fragestellungen zur Textanalyse werden stets in einem Anhang behandelt. Hervorzuheben ist außerdem die Ausgabe von Edward III im Rahmen einer Shakespeare-Edition und die kontrovers diskutierten Annahmen zur Autorschaft  von Pericles, Prince of Tyre, in der die Herausgeber die von vielen Gelehrten geteilte Überzeugung einer kollaborativen Autorschaft (hier mit George Wilkins) verwerfen. Ein weiteres Merkmal der NCS-Edition ist die "Early Quartos"-Reihe. Dabei handelt es sich um üblicherweise in den Editionen vernachlässige Druckausgaben. Die Serie beinhaltet wissenschaftlich kommentierte Ausgaben der frühen Drucke von Hamlet, Henry V., King Lear, the Richard III., Othello, Romeo and Juliet und The Taming of a Shrew einer Variante des Dramas The Taming of the Shrew.